# Amorfoda
«Amorfoda» es una balada del artista puertorriqueño Bad Bunny. Se estrenó como sencillo por Rimas Entertainment el 14 de febrero de 2018. La canción alcanzó la primera posición en España, mientras que en Estados Unidos, se ubicó en la décima posición en la lista de sencillos Hot Latin Songs de Billboard.

## Antecedentes y lanzamiento
Bad Bunny escribió el tema mucho tiempo antes de su ascenso a la fama. En una entrevista para Billboard, comentó: «Siempre me ha encantado esta canción porque la escribí con mucho sentimiento. Es el tipo de disco que me recuerda la longevidad de las canciones realmente buenas. Una buena canción nunca se escucha vieja. Era solo cuestión de tiempo, y era hora de salir con algo diferente».  El título de la canción surgió cuando el cantante buscaba un término en portugués para enviar el amor al diablo.

## Composición
Bad Bunny coescribió la canción con Noah Assad y sus productores DJ Luian y Mambo Kingz. Dejando de lado el sonido trap de Bad Bunny, «Amorfoda» es una balada de piano sobre el arrepentimiento en una relación que salió mal. El cantante dijo que se trata de «algo que casi todos han experimentado. Todos han estado enamorados».

## Vídeo musical
El vídeo musical de «Amorfoda» se estrenó el mismo día del lanzamiento de la canción. El vídeo fue dirigido por Fernando Lugo, y en él se ve al artista dando vida a una historia de desamor, donde comparte el escenario tres modelos. Alcanzó alrededor de 4 millones de reproducciones en sus primeras 24 horas de lanzamiento. En septiembre del 2022, logro 1000 millones en YouTube.

## Posicionamiento en listas
| Listas (2018)                    | Mejor posición |
| -------------------------------- | -------------- |
| Bolivia (Monitor Latino)         | 9              |
| Colombia (Monitor Latino)        | 18             |
| España (PROMUSICAE)              | 1              |
| Estados Unidos (Hot Latin Songs) | 10             |

## Certificaciones
| País (organismo certificador) | Certificación      | Unidades certificadas |
| ----------------------------- | ------------------ | --------------------- |
| España (PROMUSICAE)           | Platino            | 40 000                |
| Estados Unidos (RIAA)         | 5x platino (latin) | 300 000               |